# Тилічікі (аеропорт)
Тилічікі (ICAO: UHPT) — місцевий аеропорт, розташований за 5 км на південь від села Тилічікі у Камчатському краї. Забезпечує регулярне авіасполучення з Петропавловськ-Камчатським.
Типи приймаємих повітряних суден: Ан-24, Ан-26, Ан-28, Ан-30, Ан-72, Ан-74, Як-40, повітряні судна 4 класу та гелікоптери. Є аеродромом федерального значення, необхідне для здійснення повноважень Російської Федерації.
Аеропорт постраждав під час землетрусу 2006 року, була пошкоджена  злітно-посадкова смуга. До 2008 році смуга була відновлена, і аеропорт почав приймати літаки.

## Авіакомпанії та напрямки[3]
| Авіакомпанія                                      | Місто прибуття (аеропорт)                            |
| ------------------------------------------------- | ---------------------------------------------------- |
| Петропавловськ-Камчатський авіаційне підприємство | Петропавловськ-Камчатський (Єлізово), Усть-Камчатськ |